# Erwin Baum

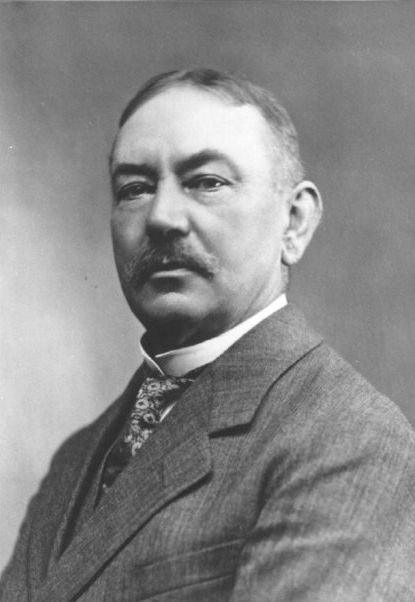
Erwin Baum

Friedrich Louis Erwin Baum (* 25. Februar 1868 in Rauschwitz, Sachsen-Altenburg; † 22. März 1950 ebenda) war ein deutscher Landwirt, Verbandsfunktionär und Politiker (DNVP, ThLB, CNBL). Er war von 1920 bis 1932 Abgeordneter und von 1921 bis 1923 Vizepräsident des Thüringer Landtages. Von 1930 bis 1932 war er Vorsitzender des Thüringischen Staatsministeriums und Finanzminister, von 1931 bis 1932 zusätzlich Wirtschaftsminister des Landes Thüringen.

## Leben
Erwin Baum war der Sohn des Landwirtes Constantin Baum (1827–1905) und der Emilie Baum (geborene Brendel, 1846–1919). Seine Eltern besaßen einen landwirtschaftlichen Betrieb mit angeschlossener Gastwirtschaft in Rauschwitz. Nach dem Besuch der Volksschule und des Gymnasiums in Eisenberg bis zur Obersekundareife absolvierte er eine landwirtschaftliche Ausbildung. Es folgte eine einjährige Tätigkeit in der Industrie und im Anschluss die Übernahme des väterlichen Gutes, das er in der Folgezeit bewirtschaftete. Seit der Gründungsversammlung 1893 war er Mitglied im Bund der Landwirte (BdL) und führend in der Interessenorganisation tätig. 1897 heiratete er die Bauerntochter Anna Clara Scheibe (1877–1932).
Baum war von 1913 bis 1918 Landtagsabgeordneter im Herzogtum Sachsen-Altenburg. Nach der Novemberrevolution trat er 1918 in die Deutschnationale Volkspartei (DNVP) ein, die er von 1919 bis 1921 in der verfassunggebenden Landesversammlung für den Freistaat Sachsen-Altenburg bzw. in der Gebietsvertretung Altenburg sowie von 1919 bis 1920 im Landtag des Freistaates Sachsen-Altenburg vertrat. Als Altenburger Abgeordneter war er stellvertretendes Mitglied des Volksrates von Thüringen. Ab 1919 war er Mitglied des Thüringer Bauernbundes (TBB), einer konservativen und republikfeindlichen Landbundorganisation, die als Thüringer Landbund (ThLB) die Landespolitik der Weimarer Zeit mitprägte. Zunächst 1919 zum Vorsitzenden des Bauernbundes Eisenberg-Land gewählt, war er von 1921 bis 1922 Dritter, von 1922 bis 1931 Zweiter und schließlich von Juli 1931 bis Dezember 1932 Erster Vorsitzender des Thüringer Bauern- bzw. Landbundes.
Im Juni 1920 wurde Baum erstmals in den Thüringer Landtag gewählt, dem er ununterbrochen bis Ende 1932 angehörte. In der zweiten Wahlperiode amtierte er vom 6. Oktober 1921 bis zum 14. Dezember 1923 als Vizepräsident des Landtages. Bei der Landtagswahl 1924 wurde er für den Thüringer Ordnungsbund gewählt, eine gemeinsame Liste aus Landbund, DVP, DNVP und DDP; bei der Landtagswahl 1927 zog er über die Einheitsliste aus ThLB, DVP und DNVP ein. 1928 beteiligte er sich an der Gründung der Christlich-Nationalen Bauern- und Landvolkpartei (CNBL), die er von 1928 bis zu seiner Ablösung durch Ernst Höfer im Oktober 1930 als Reichsvorsitzender leitete. Im Jahre 1930 sowie von August 1932 bis zu seiner Mandatsniederlegung im Dezember 1932 war er Vorsitzender der Landtagsfraktion des Thüringer Landbundes.
Baum war vom 23. Januar 1930 bis zum 25. August 1932 Vorsitzender des Staatsministeriums und Finanzminister des Landes Thüringen (Staatsregierung Baum). Zunächst war er Vorsitzender der „Baum-Frick-Regierung“, einer Landesregierung, an der erstmals in Deutschland die NSDAP mit den Ministern Wilhelm Frick und Willy Marschler als Koalitionspartner beteiligt war. Frick, der die Schlüsselressorts des Innen- und Volksbildungsministers kontrollierte, ernannte im April 1930 Paul Schultze-Naumburg zum Direktor der Staatliche Hochschulen für Baukunst, bildende Künste und Handwerk Weimar. Zudem schlug er die Ernennung Adolf Hitlers zum Professor an den Vereinigten Kunstlehranstalten vor, die aber seitens Baum abgelehnt wurde, da eine Verbeamtung Hitlers Einbürgerung zur Folge gehabt hätte. Nach einem Misstrauensvotum schieden die NS-Minister am 1. April 1931 aus der Landesregierung aus. Die Regierung wurde daraufhin umgebildet und Baum übernahm ab dem 4. Mai 1931 zusätzlich die Leitung des Wirtschaftsministeriums.
Von Januar 1933 bis April 1934 war Baum Vorstandsmitglied der Thüringischen Zentralgenossenschaftskasse und bis Mai 1934 Vorstandsmitglied der Thüringer Hauptgenossenschaft zum Bezug und Vertrieb landwirtschaftlicher Bedarfsartikel und Erzeugnisse. Des Weiteren fungierte er als Direktor des thüringischen Raiffeisenverbandes. Nach seinem Eintritt in den Ruhestand im Sommer 1934 lebte er parallel in Jena und auf seinem Hof in Rauschwitz, auf den er sich 1939 vollends zurückzog.